# راندي بابيت
راندي بابيت (بالإنجليزية: Randy Babbitt)‏ هو طيار أمريكي، ولد في 9 يونيو 1946 في ميامي في الولايات المتحدة.